# Regie voor Maritiem Transport
Regie voor Maritiem Transport, of kortweg RMT, was een Belgisch staatsbedrijf dat veerdiensten onderhield op de Oostende-Doverlijn.

## Geschiedenis
De Regie voor Maritiem Transport werd opgericht op 1 juli 1971. Deze nieuwe rederij was eigenlijk een voortzetting van het vroegere Bestuur van het Zeewezen, dat al sinds 1846 overtochten verzorgde op het Het Kanaal. De RMT was lid van het Sealink consortium, een samenwerkingsverband van staatsrederijen uit onder meer Frankrijk en het Verenigd Koninkrijk.
Als reactie op de aankondiging van de Kanaaltunnel bestelde RMT een tweetal snelle Boeing 929 draagvleugelboten om de concurrentie met de snellere autotreinen aan te kunnen gaan. Ook werd ervoor gekozen voortaan onder de naam 'Oostende Lines' te gaan varen. De laatst aangeschafte veerboot was de Prins Filip. Deze kostte 100 miljoen Amerikaanse dollar en had een tonnenmaat van 28.828 BRT.
Op 28 februari 1997 kwam er - na een periode van ruim 150 jaar - een einde aan de dagelijkse overtochten naar het Verenigd Koninkrijk. De beslissing werd genomen door toenmalig minister voor vervoer Michel Daerden. De onverwachte stopzetting kwam hard aan bij het personeel. De statutaire en contractuele werknemers werden door de overheid geholpen in de zoektocht naar nieuw werk, bijvoorbeeld bij Hoverspeed of Holyman Sally, maar ook overheidsdiensten en andere bedrijven. 

## Vloot

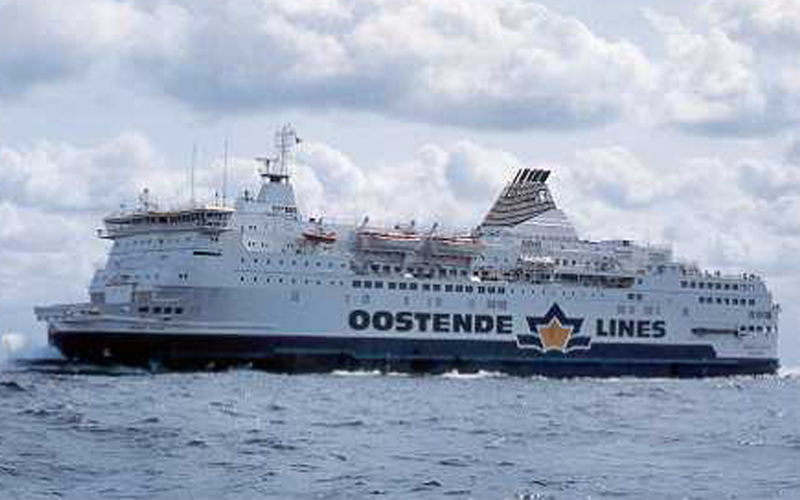
De Prins Filip vaart de haven van Oostende binnen

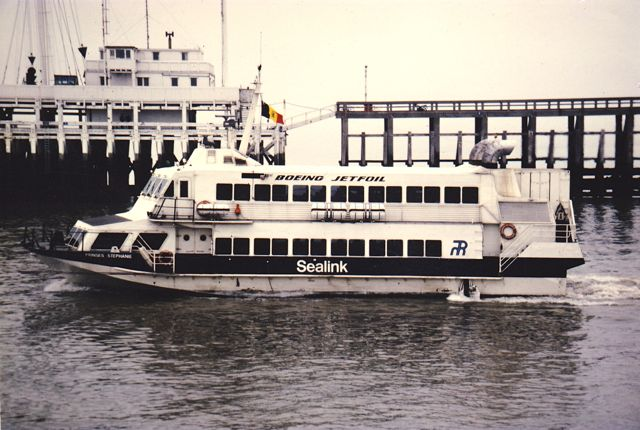
Prinses Stephanie, jetfoil in Oostende

De vloot van RMT (tussen haakjes: periode schip in dienst voor RMT)
- Prins Filip (1991-1997)
- Stena Nautica (1983-1986)
- Reine Astrid (1982-1997)
- Princesse Clementine, Jetfoil (1981-1997)
- Prinses Stephanie, Jetfoil (1981-1997)
- Prins Albert (1978-1997)
- Princesse Marie Christine (1975-1997)
- Prinses Maria-Esmeralda (1975-1995)
- Prince Laurent (1974-1992)
- Prins Philippe (1973-1986)
- Princesse Astrid (1971-1983)
- Prinses Paola (1966-1987)
- Koningin Fabiola (1962-1983)

## Activiteiten
Routes van de RMT:
- Oostende ↔ Ramsgate
- Oostende ↔ Dover
- Oostende ↔ Folkestone

In de laatste jaren van het bestaan wijzigde RMT haar route van Dover naar Ramsgate, een lijn die tot 18 april 2013 werd geëxploiteerd door de inmiddels failliete rederij Transeuropa Ferries.

## Opvolging
In 1997 hield de RMT op te bestaan. In eerste instantie werd de lijndienst op Ramsgate overgenomen door Sally Lines en een jaar later door Transeuropa Ferries (TEF). TEF begon als pure vracht-veerdienst: er werden geen personenauto's of voetpassagiers vervoerd, maar een jaar later schafte TEF ook de passagiersschepen van RMT aan. Sindsdien onderhield TEF een reguliere veerdienst tussen Oostende en Ramsgate.
De voormalige RMT-schepen Prins Filip (hernoemd tot Ostend Spirit) en de Prins Albert (hernoemd tot Eurovoyager) voeren vanaf 2010 op het traject Oostende-Ramsgate voor TEF.
De ferry Prins Filip is in handen van LD Lines uit Le Havre. Het schip wordt geëxploiteerd op de lijn Calais-Dover onder de naam Calais Seaways, dit door middel van een joint venture tussen LD Lines en DFDS Seaways. Het schip vaart nu op regelmatige basis tussen beide havens.
De andere schepen van de Regie voor Maritiem Transport – Prins Albert, Princess Marie-Christine en de Princess Astrid – zijn ondertussen al tot schroot herleid.
De Prins Albert heeft nog geruime tijd een lijndienst onderhouden tussen de Griekse eilanden. De Princess Marie-Christine heeft ook nog voor TEF gevaren en is nadien doorverkocht.